# Fenomeno di Koebner

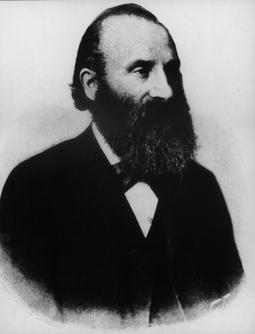
Heinrich Köbner (1838-1904)

Il fenomeno di Koebner detto anche isomorfismo reattivo o koebnerizzazione, è tipico delle dermatosi in fase acuta eruttiva.
Questo fenomeno è caratterizzato dalla comparsa, in sede di traumi (anche lievi) e di processi infiammatori, di tipiche lesioni della dermatosi in atto.
Si può riscontrare in diverse patologie, come nella psoriasi, nel lichen, nell'artropatia psoriasica e nelle verruche piane.
Fattori ambientali in grado di danneggiare la cute, come traumi, fumo, infezioni, esposizione a raggi UV, interventi chirurgici, uniti ad una predisposizione genetica concorrono all'attivazione di cellule dendritiche con migrazione a livello dei linfonodi ed attivazione dei linfociti T: si verifica così un danno diretto ai cheratinociti. La reazione infiammatoria così creata è in grado di automantenersi e ampliarsi nel tempo. 
Questo fenomeno è tipico nei punti dove è più spiccato lo stress meccanico, come presso il gomito o il tendine d'Achille.
Ai soggetti di questo fenomeno è consigliato  astenersi dalla pratica del tatuaggio.